# Zakalew
Zakalew – wieś w Polsce położona w województwie lubelskim, w powiecie lubartowskim, w gminie Kock.
| SIMC    | Nazwa     | Rodzaj  |
| ------- | --------- | ------- |
| 0383410 | Podbielek | kolonia |

Wieś stanowi sołectwo gminy Kock. Według Narodowego Spisu Powszechnego (III 2011 r.) wieś liczyła 136 mieszkańców.
Wieś szlachecka położona była w drugiej połowie XVI wieku w ziemi stężyckiej. Wieś wchodziła w skład klucza kockiego księżnej Anny Jabłonowskiej. W latach 1975–1998 miejscowość administracyjnie należała do ówczesnego województwa lubelskiego. Graniczy z rzeką Wieprz i z wsiami takimi jak Bożniewice i Poizdów.
Wierni Kościoła rzymskokatolickiego należą do parafii Narodzenia św. Jana Chrzciciela w Poizdowie.